# Morrongänget
Morrongänget är Mix Megapols (tidigare Radio City) lokala morgonsändningar över Göteborg och Malmö. Sändningarna går förutom via FM-bandet även att höra via Mix Megapols mediaspelare på nätet. Programmet uppkom på Radio City i Stockholm under tidigt 1990-tal med bland andra Jesse Wallin som programledare. Programmet var den första riktiga morgonshowen i Sverige med allmänt prat om aktuella händelser, musik, tävlingar, gäster. Programnamnet exporterades senare till Radio City, idag Mix Megapol, i Göteborg och Malmö. 
Programmet har hämtat sin inspiration från amerikanska morgonshower och liknande varianter finns även hos de svenska konkurrenterna Rivstart på Bandit Rock 104-8, RIX MorronZoo på Rix FM och Vakna med The Voice på The Voice och Kanal 5. Efter augusti 2011 sänder Morrongänget i Göteborg i Kanal 5 Väst istället för Vakna med The Voice, programmet har tidigare sänts i Kanal Lokal och TV10.

## Historia
Det var på Radio City i Stockholm som namnet Morrongänget användes för första gången men det är Göteborgs variant som blivit den mest populära versionen och mest förknippat med namnet. I Stockholm lades programmet ner samtidigt som Radio City i staden omprofilerades under 2002.

### Göteborg
Programmet startades i början på 1990-talet med programledarna Mårten Söderström och Peter Sandholt och blev snabbt ett av de populäraste radioprogrammen i Göteborg. Den 15 april 2006 inleddes TV-sändningar i Kanal Lokal i Göteborg och expanderandes till att omfatta även Skåne, Östergötland och Stockholm. 
Den 13 juni 2008 offentliggjordes att Mix Megapol Göteborg och Kanal Lokal skulle gå skilda vägar på grund av tvister kring Mix Megapols krav på lokalt innehåll i programmet. MTG Radio skrev då avtal med Kanal Lokal och programledarna i Morrongänget gick över till nya radiostationen Bandit Rock 104-8 under namnet Rivstart.
Mix Megapols Morrongäng togs över av Stefan Andersson, Anna Spolander, Tommy Svensson och Kim Örn.
I januari 2009 krävdes Kanal Lokal i konkurs och stationerna upphörde med sina tv-sändningar i samtliga regioner. TV-sändningarna återupptogs i TV6 och flyttades senare till TV10. I december 2010 lades Rivstart ner när programledarna Ingemar Allén, Peter Sandholt och Linda Fyrebo slutade och gick tillbaka till Mix Megapol Göteborg och nya TV-sändningar i Kanal Fem.
Tommy Svenson och Anna Spolander förflyttades till eftermiddagen och "The Tommy and Anna Show". Den 22 maj 2015 slutade Ingemar Allén och ersattes av Fredrik Sandgren.

Morrongänget 2015 består av programledarna Fredrik Sandgren, Peter Sandholt och Linda Fyrebo med Pippi Strello på trafik och Hans Schimoda  som levererar kändisskvaller.
Ingemar Allen återvände till Morrongänget under 2017 varpå Fredrik Sandgren förflyttades som programledare till ett annat program i samma kanal.
Linda Fyrebo valde att sluta i Morrongänget den 22 december 2020, för att byta till Rockklassiker. Hon ersattes den 26 Februari 2021 av Annika Sjöö

### Malmö
I Malmö har Morrongänget inte lika stark förankring, men har funnits med sedan 90-talet på lokala Mix Megapol Malmö (fd Radio City)

## Tidigare och nuvarande inslag

### Kampen mellan könen
Kampen mellan könen var en tävling som gick ut på att en man och en kvinna skall tävla via telefon i frågesport. Ett speciellt ämne bestämmer frågornas innebörd som de tre programledarna turas om att skapa. Den som segrar för en dag fortsätter att tävla tills den förlorar, dock kan man endast vara kvar i fem dagar.
Den som vinner får alltid ett mindre värdefullt pris, men klarar man sig kvar i de fem dagar som reglerna tillåter brukar man dock få någon mer värdefullt. När ett av könen har ett visst antal poäng blir programledarna, beroende på kön, tvungen att genomföra ett uppdrag.

### The Ping Pong Show
The Ping Pong Show är även det en tävling som går ut på att olika saker som innefattas av ett ämne som bestämts på förhand skall räknas upp av de tävlande, som även i denna tävling medverkar via telefon. Den ena av de tävlande börjar med att säga något, den andra fortsätter, allt tills en av dem inte kan komma på fler saker.

### Luringen
Luringen är namnet på de busringningar Peter Sandholt brukade ringa efter att ha fått tips av lyssnare/tittare. 21 september 2007 meddelade Peter Sandholt att denna programpunkt skulle läggas ned. Lyssnare protesterade och det medförde att Sandholt behöll Luringen. Väckningen ersatte programpunkten på fredagar. Det bästa från busringningarna har även givits ut på CD: Best of Luringen.

### Duellen
Denna programpunkt innebär att lyssnarna/tittarna får ringa in och tävla mot någon av medlemmarna i Morrongänget i en frågesport som avklaras på tid.

### Vem Är Detta Nudå?
En tävling där en anonym person (oftast en media- eller sportprofil) ringer in till programmet, och programledarna ska på två minuter försöka lista ut vem det är genom frågor. Den som först gissar rätt får poäng. 

### Word
I Word ringer en lyssnare in och får ord förklarade till sig av slumpmässigt vald medlem i Morrongänget. Den som förklarar ska på en minut försöka få lyssnaren att säga orden som står på sitt papper, utan att avslöja någon del av orden. Lyssnaren måste få minst fem rätt för att få pris.

### Smartast I Morrongänget
Redaktörs-Anna eller Halvtids-Erik ställer frågor till programledarna som oftast handlar om siffror (exempelvis "Hur många träd finns det i Sverige?"), och Peter, Ingemar och Linda svarar så bra de kan. Den eller de som är närmast det rätta svaret får poäng.